# Homicide sur rendez-vous
Pour plus de détails, voir Fiche technique et Distribution.
Homicide sur rendez-vous (Omicidio per appuntamento) est un giallo ouest-germano-italien réalisé par Mino Guerrini et sorti en 1967. Il est adapté du roman La poisse vient en auto (Tempo di massacro) de Franco Enna.

## Synopsis
Vince Dreyser, un détective privé américain en poste à Rome, se rend chez son vieil ami Walter Dempsey à la campagne. Quelques jours plus tard, Dempsey disparaît dans des circonstances douteuses ce qui pousse Dreyser à mener l'enquête. Dempsey se trouvait à la campagne pour se marier, et au fur et à mesure que l'enquête de Dreyser progresse, il parvient à identifier un réseau du crime organisé. En parallèle, Dreyser doit veiller sur la fille hippie d'un client fortuné...

## Fiche technique
Sauf indication contraire, les informations mentionnées dans cette section peuvent être confirmées par la base de données cinématographiques IMDb,  présente dans la section « Liens externes ».
- Titre français : Homicide sur rendez-vous[1]
- Titre original italien : Omicidio per appuntamento[2]
- Titre allemand : Agent 3S3 setzt alles auf eine Karte
- Réalisation : Mino Guerrini
- Scénario : Fernando Di Leo, Mino Guerrini d'après le roman de Franco Enna
- Photographie : Franco Delli Colli (it)
- Montage : Franco Fraticelli
- Musique : Alberto Boccianti (it)
- Assistants à la réalisation : Renzo Genta, Fabrizio Gianni
- Décors : Alberto Boccianti (it)
- Costumes : Giorgio Desideri
- Trucages : Emilio Trani
- Production : Liliana Biancini
- Sociétés de production : Discobolo Film, Parnass Film
- Pays de production :  Italie -  Allemagne de l'Ouest
- Langue de tournage : italien
- Format : Couleur par Telecolor - Son mono - 35 mm
- Durée : 90 minutes (1 h 30)
- Genre : Giallo
- Dates de sortie :
  - Italie : 18 mai 1967
  - Autriche : mai 1967
  - Allemagne de l'Ouest : 23 juin 1967

## Distribution
- Giorgio Ardisson : Irving Dreyser
- Halina Zalewska : Fidelia Forrester
- Günther Stoll (de) : Silvio Giunta, le commissaire
- Hans von Borsody : Dwight Dempsey
- Fanfulla : le médiateur russe
- Mario Brega : Mario Galante
- Cesare Miceli Picardi : Guido Salvatorelli
- Bill Vanders (it) : Tennyson
- Bettina Busch (sous le nom de « Bettina Bougie ») : Gloria
- Ringo : Ringo
- Luciano Rossi : Massimo Tucci
- Mino Guerrini : un passant (non crédité)
- Bodo Larsen (non crédité)
- Pietro Martellanza : un mécanicien (non crédité)
- Enrico Manera (it) : le facteur (non crédité)

## Production
Homicide sur rendez-vous est scénarisé et réalisé par Mino Guerrini, qui avait auparavant travaillé comme scripte sur La Fille qui en savait trop, considéré comme le film fondateur du giallo. Le scénario de Guerrini, co-écrit avec Fernando Di Leo est inspiré du roman La poisse vient en auto (Tempo di massacro) de Franco Enna. Le milieu provincial décrit dans le roman est transposé dans le film dans le Rome contemporain, avec des clins d'œil au cinéma d'espionnage des années 1970, surtout aux films de Sergio Sollima dans lesquels joue Giorgio Ardisson. Guerrini et Di Leo ont plus tard de nouveau collaboré sur Gangster 70.
Guerrini fait une apparition dans le film. Il a été tourné en Techniscope et Technicolor avec de nombreux plans filmés caméra à l'épaule.